# 1980年夏季残疾人奥林匹克运动会南斯拉夫代表团
1980年夏季残疾人奥林匹克运动会南斯拉夫代表团是南斯拉夫派出的1980年夏季残疾人奥林匹克运动会代表团。获得4枚金牌、5枚银牌和9枚铜牌。